# Ист Кливланд (Охајо)
Ист Кливланд (енгл. East Cleveland) град је у америчкој савезној држави Охајо.

## Демографија
По попису из 2010. године број становника је 17.843, што је 9.374 (-34,4%) становника мање него 2000. године.
| Група             | 2000.          | 2010.          |
| Белци             | 1.219 (4,5%)   | 796 (4,5%)     |
| Афроамериканци    | 25.418 (93,4%) | 16.638 (93,2%) |
| Азијати           | 61 (0,2%)      | 40 (0,2%)      |
| Хиспаноамериканци | 207 (0,8%)     | 179 (1,0%)     |
| Укупно            | 27.217         | 17.843         |